# أبراهام بن زمرة
أبراهام بن زمرة (بالإنجليزية: Abraham ibn Zimra // بالنطق الفرنسي: Abraham Benzamiro أبراهام بنزاميرو) هو حاخامً إسباني وطبيب ودبلوماسي فرّ إلى المغرب عقب محاكم التفتيش الإسبانية.
ينحدر ابن زمرة من عائلة سيفاردية معروفة ومحترمة، وقد استقر في آسفي بالمغرب بعد الطرد من إسبانيا عام 1492. كان خطاطًا موهوبًا وشاعرًا يؤلف باللغة العبرية والعربية.
ودفن في آسفي مع أشقائه الستة وقبره هو موقع الحج السنوي.